# ユニオン郡区 (アイオワ州カルフーン郡)
ユニオン郡区 (Union Township) は、アメリカ合衆国アイオワ州カルフーン郡にある16の郡区の一つである。2000年の国勢調査で、人口は573人だった。

## 地理
ユニオン郡区は91.9平方キロメートル（35.47平方マイル）で、Lohrvilleが含まれる。アメリカ地質調査所によると、この郡区はEvergreenとEvergreenの2つの霊園が含まれる。